# Béla Tarr

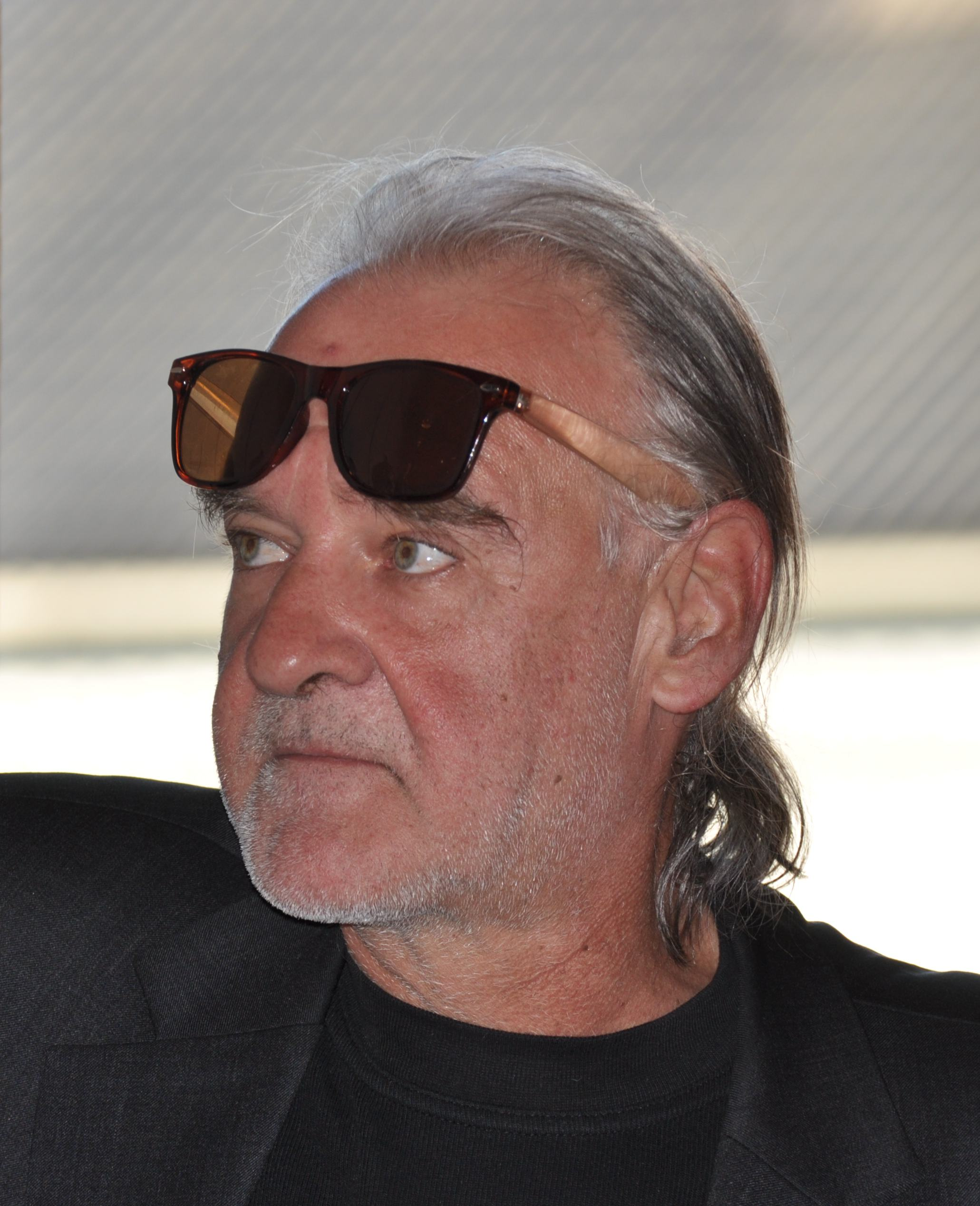
Béla Tarr 2012.

Béla Tarr, född 21 juli 1955 i Pécs, är en ungersk filmregissör.
Béla Tarr började i den socialrealistiska skolan under studietiden, men övergick sedan till strama berättelser om vilsna existenser. I hans verk kunde man inledningsvis finna influenser från John Cassavetes, men Tarrs senare verk visar tydliga tecken av att vara inspirerade av Ingmar Bergman och Andrej Tarkovskij. Hans senare filmer är också kända för att vara svartvita med få tagningar och ha ett väldigt långsamt tempo.

## Filmografi
- 1978 – Hotel Magnezit (kortfilm)
- 1978 – Családi tűzfészek
- 1981 – Szabadgyalog
- 1982 – Panelkapcsolat
- 1982 – Macbeth (tv-film)
- 1985 – Őszi almanach
- 1988 – Damnation (Kárhozat)
- 1990 – City Life (avsnitt Az utolsó hajó)
- 1994 – Sátántangó
- 1995 – Utazás az alföldön (kortfilm)
- 2000 – Werckmeister harmóniák
- 2004 – Europeiska visioner (Visions of Europe, avsnitt Prologue)
- 2007 – The Man from London (A londoni férfi)
- 2011 – Turinhästen (A torinói ló)